# House of Fraser
House of Fraser est un groupe de grands magasins britanniques comptant plus de soixante magasins à travers le Royaume-Uni et l'Irlande.

## Histoire
Il a été fondé à Glasgow, en Écosse en 1849 sous le nom d' Arthur et Fraser. En 1891, il a pris pour nom Fraser & Sons. Après la Seconde Guerre mondiale, un grand nombre d'acquisitions ont transformé l'entreprise en une chaîne nationale. Entre 1936 et 1985, plus de soixante-dix entreprises, y compris leurs filiales, ont été acquises. En 1948, la société a d'abord été cotée à la Bourse de Londres et a finalement été incluse dans l'indice FTSE avant que la société ne soit acquise par un consortium d'investisseurs, comprenant Baugur et Don McCarthy en 2006.
Au fil des années, House of Fraser a acheté un certain nombre de magasins célèbres, tels que Army & Navy Stores, Barkers of Kensington, Beatties, Dickins & Jones, Jenners, Howells, Kendals, Rackhams, Binns et Harrods de Knightsbridge. Le plus grand magasin de House of Fraser est situé à Birmingham. 
En août 2018, après les grandes difficultés financières de House of Fraser, ce dernier, 58 magasins et leurs stocks, sont acquis par Sports Direct pour 90 millions de livres.

## Grands magasins
Tous les magasins ci-dessous ont pour enseigne « House of Fraser », sauf indication contraire. 

### Angleterre
- Altrincham, Rackhams (anciennement Brown Muff, ouvert en 1978)
- Aylesbury (anciennement Beatties, acquis 2005)
- Bath, Jollys (acquis en 1971)
- Birkenhead, Beatties (anciennement Allansons, a acquis 2005)
- Birmingham (anciennement Rackhams, acquis en 1959) Bournemouth (anciennement Dingles et à l'origine Brights, acquis en 1969)
- Bristol (ouvert 2008)
- Camberley (anciennement Army & Navy et à l'origine William Harvey, a acquis 1976)
- Carlisle (anciennement Binns et à l'origine Robinson Brothers, a acquis 1953)
- Cheltenham, Cavendish House (acquis 1969) Chichester (anciennement armée et marine et à l'origine J D Morant, acquis en 1976)
- Cirencester (anciennement Rackhams et à l'origine Frederick Boulton, acquis en 1975)
- Croydon (ouvert 2004)
- Darlington (anciennement Binns et à l'origine Arthur Sanders, a acquis 1953)
- Epsom (anciennement Dickins & Jones, ouvert en 1984)
- Exeter (anciennement Dingles et originairement Colsons, acquis en 1975)
- Gateshead, Metro Center (ouvert en 1986)
- Greenhithe, Bluewater (ouvert en 1999)
- Grimsby (anciennement Binns et à l'origine Guy & Smith, a acquis 1969)
- Guildford (anciennement Army & Navy et à l'origine William Harvey, a acquis 1976)
- High Wycombe (ouvert 2008)
- Huddersfield (anciennement Beatties, a acquis 2005)
- Hull (anciennement Hammonds, a acquis 1972)
- King William Street, Londres (ouvert en 2003)
- Leamington Spa (anciennement Rackhams, avant cette Army & Navy et à l'origine Burgis & Colbourne, a acquis 1976)
- Leeds (anciennement Rackhams, avant cela, les locaux temporaires de Schofields et à l'origine la branche Leeds de Woolworths, acquis en 1988)
- Lincoln (anciennement Binns et à l'origine Mawer & Collingham, acquis en 1980) Maidstone (ouvert en 2005)
- Manchester (anciennement Kendals / Kendal Milne & Co., A acquis 1959)
- Middlesbrough (anciennement Binns et à l'origine Thomas Jones, a acquis 1953)
- Milton Keynes (anciennement Dickins & Jones, ouvert en 1981)
- Norwich (ouvert en 2005) Nottingham (ouvert en 1997)
- Oxford Street, Londres (anciennement D H Evans, acquise en 1959)
- Plymouth (anciennement Dingles / E Dingle & Co., Acquis en 1971)
- Reading (ouverte en 1999) Richmond upon Thames (anciennement Dickins & Jones, ouvert en 1970 sur Gosling & Sons, a acquis 1957)
- Sheffield, Meadowhall (ouvert en 1990)
- Shrewsbury (anciennement Rackhams et à l'origine Joseph Della Porta, a acquis 1975)
- Skipton, Rackhams (anciennement Brown Muff et Original Amblers, a acquis 1977)
- Solihull (anciennement Beatties; acquis 2005)
- Sutton Coldfield (anciennement Beatties, acquis 2005)
- Telford (anciennement Beatties, a acquis 2005)
- Victoria Street, Londres (anciennement Army & Navy / Army & Navy Stores, a acquis 1976)
- West Thurrock, Lakeside (ouvert en 1991)
- White City, Westfield London (ouvert en 2008)
- Wolverhampton, Beatties (acquis 2005)
- Worcester (anciennement Beatties, acquis en 2005)

### Nord de l'Irlande
- Belfast (ouvert en 2008)

### Écosse
- Balloch, Loch Lomond Rives, Jenners (acquis en 2005)
- Edimbourg, Frasers (anciennement Binns et à l'origine de Robert Maule & Fils, acquis en 1953)
- Edimbourg, Jenners (acquis en 2005)
- Glasgow, Frasers (anciennement Mcdonald's Wylie & Lochhead et à l'origine de Mcdonald's et Wylie & Lochhead; acquis en 1951 et 1957, respectivement)

### Pays de galles
- Cardiff (anciennement Howells / James Howell & Co.; acquis 1972)
- Cwmbran (anciennement David Evans; acquis 1978)

### Irlande
- Dundrum (ouvert en 2005)

### Magasins d'usine
- Doncaster (anciennement Binns, avant que le Doncaster branche de Owen Owen et à l'origine Verity & Fils, acquis en 1975)
- Leicester (anciennement Rackhams; ouvert 1991)
- Swindon (anciennement House of Fraser; ouvert 1996)
- Army & Navy, Victoria Street, Londres et sud-est de l'Angleterre.
- Arnotts, mi-marché dans les magasins de Glasgow et à travers l'Écosse.
- Binns, Sunderland, au nord et à l'est de l'Angleterre.
- Dickins & Jones, Regent Street, à Londres et la maison des comtés.
- Dingles, Plymouth et le sud-ouest de l'Angleterre.
- David Evans, Swansea et le sud du pays de Galles.
- Frasers, haut-de-gamme dans les magasins de Glasgow et d'autres grandes villes écossaises.
- Rackhams, Birmingham, les midlands et le nord de l'Angleterre. Magasins Altrincham et Skipton portent encore le nom de Rackhams.